# Radko Haken
Radko Haken (27. července 1927 Mladá Boleslav – 13. března 2012) byl bratr Miloše Hakena, člen Divadla Spejbla a Hurvínka a jeden z členů poválečné tvůrčí skupiny Salamandr v tomto divadle. Od roku 1964 se používají loutky v úpravě Radko Hakena, která přinesla nenásilné zušlechtění původních groteskních typů. Během svého života navrhl více než 200 loutek a sám je i konstruoval.

## Dětství
K loutkářství jej přivedl otec, učitel, který v obci Řepov provozoval mimo jiné loutkové divadlo. Otec nejen s loutkami hrával, ale věnoval se i jejich výrobě. Jeho divadélko Radko Haken zdědil s bratrem Milošem Hakenem. V době studií pokračovali v otcově tradici, hráli v Mladé Boleslavi s amatérským souborem, vedeným panem Šulcem (otcem loutkoherce Bohuslava Šulce).

## Začátek kariéry
V roce 1948 se bratři Hakenové na Sjezdu československých amatérských loutkářů seznámili s loutkářem Josefem Skupou. Toho zaujaly ručně vyráběné loutky bratrů Hakenových, takže pozval Radka Hakena s jeho bratrem do Prahy a nabídl jim angažmá v divadle. Od září 1948 působili bratři Hakenové v Divadle Spejbla a Hurvínka.
V letech 1952–1956 vystudoval Radko Haken nově otevřenou Loutkařskou fakultu při DAMU.

## Kariéra v Divadle Spejbla a Hurvínka
Radko Haken vystudoval loutkoherectví a scénografii. Po studiích v roce 1956 se vrátil zpět do Divadla Spejbla a Hurvínka. Zde pokračoval v práci v souboru Salamandr ve složení Jan Dvořák, Miloš Kirschner, Miroslav Vomela, Luboš Homola, Miloš Haken, Radko Haken. Později přivedl do divadla i Bohuslava Šulce. V 60. letech upravil loutky Spejbla a Hurvínka do podoby, jak je známe dnes.
V divadle nadále působil až do svého odchodu do důchodu v roce 1987.

## Důchod
I v důchodu se Radko Haken věnoval divadlu. Se svojí manželkou Blankou vystupovali na různých akcích pro děti i dospělé. Loutky si sami vyráběli. Radko Haken je konstruoval a manželka Blanka měla na starost oblékání.

## Dílo
- Radko Haken: Marioneta v loutkovém divadle Skripta pro amatérské loutkové soubory. Praha, KD hl. m. Prahy 1976. 61 s. Též Ostrava, KKS 1979, 73 s.
- Radko Haken: Na forbíně. In P. Grym: Hovory u Spejblů, Plzeň 1990
- Spejbl a Hurvínek se představují. Nakladatelství Fragment – 1996